# Jerzy Sas Kulczycki
Jerzy Sas Kulczycki (ur. 24 grudnia 1905 w Rzymie, zm. 14 lipca 1944 w Fossoli) − włoski wojskowy, oficer Regia Marina i partyzant, rozstrzelany przez Niemców w 1944 roku, pośmiertnie odznaczony (Alla Memoria) 22.02.1946 r. złotym medalem za zasługi bojowe - Medaglia d'oro al valor militare. Medal został wręczony przez Prezydenta Republiki Włoskiej Luigie Einaudiego, matce - Marii Giammarile.
Jerzy Sas Kulczycki pochodził z polskiej rodziny szlacheckiej Kulczyckich herbu Sas. W 1921 roku wstąpił do Akademii Marynarki Wojennej w Livorno. Ukończył ją w 1927 roku. 01.07.1927 r. został mianowany na pierwszy stopień oficerski - ppor. marynarki wojennej (guardimarina).Do stopnia kpt.-ppor. (sottenente di Vascello) 01.01.1929 r., kpt.-por.(tenente di Vascello) 07.07.1932 r.,kmdr. ppor. (capitano di Corvetta) 17.03.1939 r., do stopnia kmdr. por. (capitano di Fregata) 01.01.1943 r. Specjalizację wojskową uzyskał jako artylerzysta morski. od 1927 r. do 1943 r. pełnił służbę wojskową na pokładach okrętów włoskiej marynarki wojennej. W tym czasie Kulczycki pełnił funkcję; pierwszego oficera kierującego ogniem na krążowniku "Colleoni" (04.09.1936 do 12.10.1937 r.); dowódca zespołu torpedowców "La Farina", "Brione", "Lince"; oficer kierujący ogniem na okręcie liniowym "Littorio" (od 1943 r. "Italia") (06.05.1940 do 21.09.1942 r.).
Jerzy Sas Kulczycki używał pseudonimów ("Admiral Orione", "Collonello Sassi") po zawieszeniu broni 08.09.1943 r. przystąpił do tworzenia oddziałów partyzanckich. Pierwsze grupy ruchu oporu zaczął tworzyć w Wenecji. W końcu 1943 r. po fali aresztowań jego współpracowników przez Gestapo, Kulczycki chroni się w Mediolanie.Do Mediolanu przybywa jako mianowany przez Dowództwo Ruchu Wyzwoleńczego we Włoszech (północnych) pełnomocnik ds. organizowania konspiracji wojskowej na tych terenach. Stał się współtwórcą wojskowej organizacji VAI (Volontari Armati Italiani - Zbrojni Ochotnicy Włoscy) zostając szefem sztabu głównego tej formacji. Władze niemieckie wyznaczyły nagrodę miliona lirów za pomoc w ujęciu Collonello Sassi. Niemcy nigdy nie dowiedzieli się, kto dowodził VAI. Za szefa organizacji Niemcy mylnie uważali Giovanni Bertone alias "general della Rovere".
W czerwcu 1944 r. w szeregach VAI było około 9 tys. ludzi. 15.04.1944 r. Kulczycki, jako członek VAI został aresztowany przez Gestapo w wyniku denuncjacji. Osadzony w więzieniu S. Vitt w Genui, a na początku lipca 1944 r. umieszczony w obozie w Fossoli koło Carpi (prowincja Modena). Kulczycki został rozstrzelany w ramach represji za zamach na żołnierzy niemieckich w Genui. Naczelne dowództwo brygad partyzanckich w odwet za mord w Fossoli zapowiedziało rozstrzelanie 100 jeńców niemieckich (rozstrzelano faktycznie 30 hitlerowców). Na tablicy umieszczonej w sali honorowej włoskiej Akademii Marynarki Wojennej (Accademia Navale), opatrzonej napisem "Nella guerra di Liberazione 1943-1945 caduti per piombo nemico" wł. "W wojnie wyzwoleńczej 1943-1945 zginęli od kuli wroga" umieszczono imiona i nazwiska kilkudziesięciu podchorążych i absolwentów akademii poległych w walce z wrogiem i zamordowanych w obozach hitlerowskich. Kmdr.por. Jerzy Kulczycki, który nie posługiwał się już językiem swoich przodków zachował polskie imię (zamiast włoskiego odpowiednika Giorgio) i nazwisko w niezmienionej formie. Imię, tak trudne w brzmieniu fonetycznym dla Włochów, zawsze dbał o jego poprawną pisownię nie zapominając o rodowym przydomku i podkreślając swój polski rodowód. Dlatego, na wspomnianej tablicy wyryto: "capitano di Fregata Jerzy Sas Kulczycki", z datą i miejscem jego śmierci: Fossoli 12 lipca 1944 r.